# جاكوبو بورغز
جاكوبو بورغز (بالإسبانية: Jacobo Borges) هو رسام ومخرج فنزويلي، ولد في 28 نوفمبر 1931 في كاراكاس في فنزويلا.